# Monte Garós
Monte Garós är ett berg i Spanien.   Det ligger i provinsen Província de Lleida och regionen Katalonien, i den nordöstra delen av landet, 400 km nordost om huvudstaden Madrid. Toppen på Monte Garós är 2 148 meter över havet.
Terrängen runt Monte Garós är bergig åt sydväst, men åt nordost är den kuperad. Runt Monte Garós är det mycket glesbefolkat, med 6 invånare per kvadratkilometer. Närmaste större samhälle är Vielha, 3,7 km sydväst om Monte Garós. I omgivningarna runt Monte Garós växer i huvudsak blandskog.